# Ellen Churchill Semple

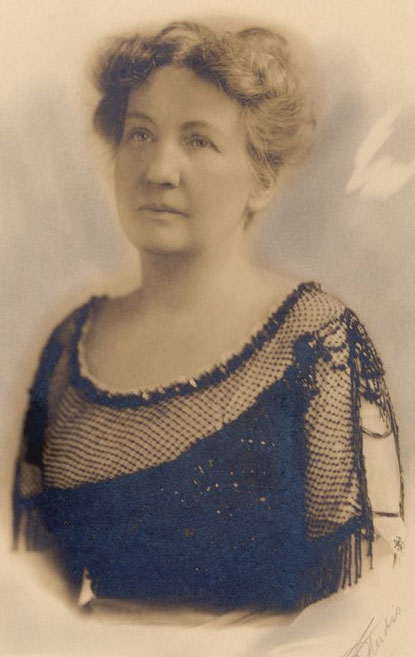
Ellen Churchill Semple

Ellen Churchill Semple (* 8. Januar 1863 in Louisville, Kentucky; † 8. Mai 1932 in West Palm Beach, Florida) war eine amerikanische Geographin. Sie war eine Pionierin der amerikanischen Geographie und wurde als erste Frau zur Präsidentin der Association of American Geographers gewählt.
Sie leistete einen bedeutenden Beitrag zur frühen Entwicklung der Geographie in den USA, insbesondere zur Humangeographie und ist vor allem wegen ihrer Arbeit auf dem Feld der Humangeographie und des Umweltschutzes sowie der Debatte über den Umweltdeterminismus bekannt.
Ihre Arbeit trug dazu bei, den Fokus der Geographie über die physischen Merkmale der Erde hinaus auf menschliche Aspekte zu richten. Ihre innovativen Ansätze und Theorien hatten nicht nur Einfluss auf die Humangeographie als bedeutendes Feld der Geographie, sondern auch auf andere sozialwissenschaftliche Disziplinen wie Geschichte und Anthropologie.

## Kindheit und Ausbildung
Semple war das jüngste von fünf Kinder. Ihre Mutter war Emerine Price, ihr Vater Alexander Bonner. In ihrer Kindheit wurde sie von ihrer Mutter und von Privatlehrern unterrichtet.
Semple folgte ihrer Schwester Patty Semple auf das Vassar College in Poughkeepsie, das sie als Jahrgangsbeste und jüngstes Mitglied ihrer Abschlussklasse abschloss. 1882 machte sie im Alter von 19 Jahren ihren Bachelor in Geschichte am Vassar College und erwarb dort 1891 ihren Master in Geschichte. Bei einem Besuch in London wurde sie auf die Arbeit von Friedrich Ratzel aufmerksam und begann, sich für Geographie zu interessieren. Sie ging nach Leipzig, um bei Ratzel an der Universität Leipzig zu studieren. Als Frau durfte sie sich nicht an der Universität immatrikulieren, erhielt jedoch als einzige Studentin unter 500 Studenten die Erlaubnis, Ratzels Vorlesungen zu besuchen. Anschließend arbeitete sie mit Ratzel zusammen und veröffentlichte in amerikanischen und europäischen Zeitschriften mehrere akademische Schriften, erhielt jedoch in Leipzig nie einen akademischen Grad.

## Karriere
Von 1906 bis 1920 lehrte Semple an der University of Chicago. Die Clark University bot ihr 1922 ihre erste akademische Festanstellung an. Als erster weibliches Fakultätsmitglied der Universität lehrte sie dort in den 1920er-Jahren Geographie, erhielt jedoch immer ein erheblich geringeres Gehalt als ihre männlichen Kollegen. 1912 und 1922 hielt sie auch der University of Oxford in Großbritannien Vorlesungen.
Ihr erstes Buch, American History and its Geographic Conditions (1903) und ihr zweites Buch, Influences of Geographic Environment (1911) wurden zu Beginn des 20. Jhs. weithin als Lehrbücher für Studenten der Geographie und der Geschichte verwendet.
Semple war 1904 Gründungsmitglied der Association of American Geographers (AAG) und wurde 1921 als erste Frau zur Präsidentin der Organisation gewählt, damit ist sie eine von nur sechs Frauen, die dieses Amt in der Geschichte der AAG innehatten.

## Theoretische Beiträge

### Umweltdeterminismus und Humangeographie
„Man is the product of the earth's surface.“

„Der Mensch ist das Produkt der Erdoberfläche.“

Semple war neben Ellsworth Huntington und Griffith Taylor eine Schlüsselfigur der Theorie des Umweltdeterminismus. Nach dieser Theorie wird die menschliche Kultur hauptsächlich durch Bedingungen der physischen Umwelt und nicht durch gesellschaftliche Bedingungen geprägt. Beeinflusst von den Werken Charles Darwins und inspiriert von ihrem Mentor Friedrich Ratzel entwickelte Semple diese Theorie weiter. Im 19. und frühen 20. Jh. war der  Umweltdeterminismus in der Geographie die führende Denkrichtung, auch wenn er heute stark kritisiert wird und in den Sozialwissenschaften nur noch eine untergeordnete Rolle spielt. Semples Einfluss ist noch heute in den Werken vieler Vertreter der modernen Geographie sichtbar, darunter Jared Diamond.
In einer Reihe von Büchern und wissenschaftlichen Artikeln machte Semple Aspekte der Arbeit des deutschen Geographen Friedrich Ratzel im englischsprachigen Raum bekannt.
In ihrem Buch Influences of Geographic Environment: On the Basis of Ratzel's System of Anthropo-Geography (1911) beschrieb sie Menschen und die Landschaften, in denen sie leben, und klassifizierte die Hauptumwelttypen. Sie identifizierte vier entscheidende Arten von Auswirkungen der  physischen Umwelt auf Menschen: 1. direkte physikalische Auswirkungen (Klima, Höhenlage), 2. psychische Auswirkungen (Kultur, Kunst, Religion), 3. ökonomische und soziale Auswirkungen (Ressourcen und Existenzsicherung), 4. Auswirkungen auf die menschliche Mobilität (natürliche Barrieren und Routen wie Berge und Flüsse).
Semples Arbeiten reflektierten auch Diskussionen und Konflikte innerhalb der Geographie und Sozialwissenschaften über Determinismus und Rasse. In einigen Werken griff sie die zu ihrer Zeit verbreitete Idee an, dass soziale und kulturelle Unterschiede durch die Rasse determiniert werden, und vertrat die Ansicht, dass die Umwelt ein wichtigerer Faktor der kulturellen Entwicklung sei. Kritiker warfen Semple häufig vor, dass ihre Theorien des Umweltdeterminismus stark vereinfachend seien und dass sie das Thema der Rasse als determinierender Faktor oft nur durch „Natur“ ersetzen. In jüngerer Zeit wuchs das Interesse an ihrer Arbeit jedoch wieder, weil sie sich als Pionierin mit Problemen auseinandersetzte, die heute in der politischen Ökologie eine zentrale Rolle spielen.
Semple glaubte, dass die Menschheit ihren Ursprung in den Tropen hatte, sich aber erst in den gemäßigten Klimazonen voll entwickeln konnte. „Where man has remained in the tropics, with few exceptions, he has suffered arrested development. His nursery has kept him a child.“ („Wo der Mensch in den Tropen geblieben ist, hat er sich, abgesehen von einigen wenigen Ausnahmen, verzögert entwickelt. Seine Kinderkrippe hat ihn ein Kind bleiben lassen.“)
In akademischen Kreisen ist Semple vor allem wegen ihres Beitrags zum Umweltdeterminismus bekannt. Ihre späteren Werke, in denen sie die Rolle von Umwelteinflüssen abweichend von der Theorie des Umweltdeterminismus behandelt, reflektieren jedoch die zunehmende Abkehr der Wissenschaft vom Umweltdeterminismus nach dem Ersten Weltkrieg.

### Feldforschung
Für ihre Forschungen betrieb Semple in Kentucky und im Mittelmeerraum auch Feldforschung, eine zu dieser Zeit in der Geographie ungewöhnliche und innovative Forschungsmethode. Von 1911 bis 1912 unternahm sie eine achtmonatige Reise, auf der sie neben Europa und den USA auch Japan, Korea, China, die Philippinen, Java, Ceylon, Indien, Ägypten, Palästina, den Libanon und die Türkei besuchte. Den Schwerpunkt der Reise bildete der dreimonatige Aufenthalt in Japan, bei dem sie Ōyama Sutematsu, ihre Klassenkameradin vom Vassar College, unterstützte. Während ihrer Feldforschung machte sie Notizen zur Beziehung zwischen Mensch und Umwelt sowie zu kulturellen Landschaftsmerkmalen und machte detaillierte Beobachtungen über Wohngebäude, Bauwerke, die lokale Wirtschaft und das Alltagsleben.

## Späteres Leben
Semple unterrichtete bis zu ihrem Tod im Jahr 1932 Geographie. Sie starb in West Palm Beach, Florida, und wurde auf dem Cave Hill National Cemetery in Louisville beigesetzt.

## Auszeichnungen und Ehrungen
1914 verlieh die American Geographical Society Semple in Anerkennung ihrer herausragenden Beiträge zur Wissenschaft der Humangeographie die Cullum Geographic Medal. Sie war von 1921 bis 1922 Präsidentin der Association of American Geographers (heute American Association of Geographers) und wurde in Anerkennung ihrer führenden Rolle in der amerikanischen Geographie von der Geographic Society of Chicago mit der Helen Culver Gold Medal ausgezeichnet. In ihrer Heimatstadt Louisville trägt ihr zu Ehren eine Grundschule den Namen Semple Elementary School.

## Schriften
- Civilization Is at Bottom an Economic Fact. 1896.
- The Influence of the Appalachian Barrier Upon Colonial History. 1897.
- The Development of the Hanse Towns in Relation to Their Geographical Environment. 1899. In: Journal of the American Geographical Society of New York, Band 31, Nr. 3, 1899, S. 236–255.
- The Anglo-Saxons of the Kentucky Mountains: A Study in Anthropogeography. 1901.
- The Badlands of Tillydrone. 1902.
- American History and Its Geographic Conditions. 1903.
- The North-Shore Villages of the Lower St. Lawrence. 1904.
- The Influence of the Watering Hole Upon Hillhead Halls. 1904.
- Influences of Geographic Environment: On the Basis of Ratzel's System of Anthropo-Geography. 1911.
- Barrier Boundary of the Mediterranean Basin and Its Northern Breaches As Factors in History. 1915.
- Pirate Coasts of the Mediterranean Sea. 1916.
- Texts of the Ukraine “Peace”: Geographic Society of Chicago. 1918.
- The Ancient Piedmont Route of Northern Mesopotamia, 1919.
- The Barbarians of Balnagask. 1920.
- Geographic Factors in the Ancient Mediterranean Grain Trade. 1921.
- The Influence of Geographic Conditions Upon Ancient Mediterranean Stock-Raising. 1922.
- The Templed Promontories of the Ancient Mediterranean. 1927.
- Ancient Mediterranean Agriculture. 1928.
- Ancient Mediterranean Pleasure Gardens. 1929.
- The Geography of the Mediterranean Region: Its Relation to Ancient History. 1931.